# Mårten Strömer
Mårten Strömer, švedski matematik in astronom, * 7. junij 1707, Örebro, Švedska, † 2. januar 1770.
Strömer je leta 1724 začel študirati na Univerzi v Uppsali. Tu je študiral pri Celsiusu. Leta 1744 je postal na tej univerzi profesor astronomije. Leta 1756 so ga zaprosili za pomoč pri ustanovitvi admiralitetne kadetske šole v Karlskroni. Te obveznosti ni mogel združiti s svojim poučevanjem in se je leta 1765 umaknil.
V letu 1739 je postal član Kraljeve akademije znanosti, ustanovljeni istega leta.
Strömer spada med pomembne švedske matematike. Njegovo obravnavo Evklidovih Elementov iz leta 1744 so v novih izdajah uporabljali še dolgo časa. Med njegovi glavni deli spadata Uvod v planimetrijo (1749) in Doktrina na področju sferne trigonometrije (1759). Bil je pomemben tudi zaradi svojih astronomskih in meteoroloških opazovanj, kakor tudi za izdelavo zanesljivih navtičnih kart več švedskih otočij.
Leta 1753 je bil rektor uppsalske univerze.